# Bobby King & Terry Evans
 (décembre 2023).
Si vous disposez d'ouvrages ou d'articles de référence ou si vous connaissez des sites web de qualité traitant du thème abordé ici, merci de compléter l'article en donnant les références utiles à sa vérifiabilité et en les liant à la section « Notes et références ».
Bobby King & Terry Evans est un duo de blues et gospel. Ils ont régulièrement assuré les chœurs dans le groupe de Ry Cooder. En mars 2008 paraît Visions, album acoustique à deux voix enregistré en décembre l'année précédente, collaboration avec le chanteur de blues Hans Theessink , que Terry a croisé à plusieurs reprises. La plupart des chansons ne font pas l'objet de plus de deux prises, et Visions est nommée aux États-Unis en 2009 pour le prix acoustique d'« Album de l'Année » par la Blues Foundation. En 2009, il retrouve Hans Theessink et des amis dont The Dubliners ou encore Donovan pour le double album Birthday Bash, paru en mai ; en avril 2015, Hans et Terry sortiront True & Blue.

## Discographie

### Albums du duo
- 1988 : Live and let live!  (Rounder)  avec entre autres Ry Cooder, Jim Keltner
- 1989 : participation sur Tokyo Rose de Van Dyke Parks
- 1990 : Rhythm, blues, soul & grooves (Rounder) avec Ry Cooder
- 2007 : participation sur My Name Is Buddy (Nonesuch Records) de Ry Cooder avec entre autres Paddy Moloney, Van Dyke Parks, Mike & Pete Seeger, Flaco Jimenez, Jim Keltner, Jacky Terrasson, Jon Hassell...

### Albums de Bobby King
Il est né le 28 juillet 1944 à Lake Charles, LA. 
- 1981 : Bobby King
- 1984 : Love in the fire

Il a également assuré les chœurs sur la tournée « Human Touch » de Bruce Springsteen.

### Albums de Terry Evans
- 1994 : Blues for thought (Virgin) avec Ry Cooder, Jim Keltner
- 1995 : Puttin' it down (Audioquest) avec Ry Cooder, Jim Keltner, Jorge Calderon...
- 1995 : Walk that Walk (Telarc Blues) avec Ry Cooder, Jim Keltner, John Juke Logan...
- 2003 : Live like a Hurricane (Audioquest)
- 2005 : Fire in the feeling (Crosscut Records) avec David Lindley

## Derniers concerts en France
- Terry Evans : le mardi 3 octobre 2000 au New Morning
- Terry Evans : le mardi 28 avril 2009 au Caf Conc Ensisheim